# 掌侍
掌侍（ないしのじょう）とは、律令制における女官の1つ。本来は内侍司の判官だったが、後に尚侍・典侍とともに後宮全体の実務を取り仕切る立場となった。掌侍の第一臈を特に勾当内侍（こうとうのないし）といった。

## 概要
掌侍は尚侍・典侍に従って天皇に近侍し、命婦・女孺らを指揮して内裏内部の儀礼や事務処理を行った。平安時代中期以後、内裏後宮が内侍司を中心に再編され、更に尚侍が后妃、典侍が乳母に対する待遇としての意味合いも持つようになると、掌侍の重要性は高まり、内裏の女官を統率するようになる。また天皇の行幸に従ったり、諸社の祭礼の使者に立てられることもあった。江戸時代には御所の清掃・天皇の配膳・皇后の御櫛上及び御湯殿の御用などを務め、羽林家・名家より選ばれることが多かった。

## 勾当内侍
勾当内侍（こうとうのないし）とは、掌侍の上首、つまり第一臈のこと。勾当とはある事を専管事項として担当することを意味する語で、八咫鏡を安置する内侍所の勾当を務めたことからこの名がついた。また御所の「長橋」に居室があったことから、長橋局（ながはしのつぼね）とも呼ばれた。呼び名は自己の氏や父兄の官職の名称にちなんで呼ばれることが多かった。
勾当内侍が記録上登場する最初の事例は『長秋記』長承3年3月19日条で、藤原泰子の皇后立后の儀式で本来いるべき場所に典侍がおらず、勾当掌侍である美乃という女性が機転を利かして儀式を無事終えて、莫大な褒賞を与えられたという記事がそれにあたる。この美乃は当時の記録から高階業子のことであったと分かる。また、長橋に勾当内侍の局があった事例は南北朝時代以前に見受けられず、「長橋局」が登場する最初の事例は『信俊卿記』応永13年1月2日条であるため、応永9年（1402年）に当時の内裏であった土御門東洞院殿が再建された際に長橋が宛がわれたのをきっかけにした可能性が推測される。
後宮における経理・総務・人事・庶務などの事務処理全般を統括し、更に官位などの要望取次や訴訟などの実請伝宣など天皇と宮中内外との取次を担当した。尚侍が后妃化して内裏のことを行わなくなると、従来尚侍の権限とされていた内侍宣発給の手続を勾当内侍が代わりに行うようになり、内侍宣が廃れると代わりに女房奉書を掌るようになった。そのため、古くは尚侍で最も年長者がこの役目を担っていたが、室町時代以後には天皇による任命に代わった。この権限は江戸時代末期まで続き、礼銭などの収入も多く「千両長橋」の異名を持つ者もいた。勾当内侍と他の掌侍との差は大きく、掌侍は従五位の待遇を受けるのに対して勾当内侍は正五位下の待遇を受けた。また知行も他の掌侍は100石であったのに対して勾当内侍は200石を与えられていた。江戸時代の女官で最高位の典侍の知行は120石だったので、勾当内侍の知行はそれさえも上回る女官中最高のものだった。さらに天皇の代替わり時に掌侍は新帝が新たに任命した掌侍（主として東宮御所時代の女官）と交替して内裏を去り、譲位の場合には新院とともに仙洞御所に移り、崩御の場合には落飾出家するのに対して、勾当内侍のみは引き続き新帝に仕えて、引退もしくは卒去時に典侍への昇進が取り図られる場合もあった。
『太平記』に登場する一条経尹の娘で新田義貞の妻と伝わる勾当内侍は特に著名で、様々な伝説を残している。

## 長橋局
現在も、安政年間に造営された京都御所には勾当内侍の住まいだった長橋局という御殿が現存する。

## 補注・出典
1. ↑  松薗斉『中世禁裏女房の研究』（思文閣出版、2018年） P46.
2. ↑  松薗斉『中世禁裏女房の研究』（思文閣出版、2018年） P48-49.
3. ↑  後桃園天皇の時代に大御乳人を務めた松室鎮子の「後桃園天皇大御乳覚帳」（宮内庁書陵部所蔵）には、勾当内侍の職務として女官・稚児の採用及び元服、天皇の祈祷料支出・公家の拝借金申請の処理、寺社や御用商人や江戸幕府禁裏附との交渉、儀式の際の祝儀などの進物処理、天皇及び宮廷内外との連絡などが挙げられている（高橋、2009年、P136）。
4. ↑  高橋、2009年、P4-5